# Lysimachia graminea
Lysimachia graminea är en viveväxtart som först beskrevs av Edward Lee Greene, och fick sitt nu gällande namn av Hand.-mazz. Lysimachia graminea ingår i släktet lysingar, och familjen viveväxter. Inga underarter finns listade i Catalogue of Life.